# Liste de films et séries télévisées tournés à Évian-les-Bains
Les films ci-dessous ont été entièrement ou partiellement tournés à Évian-les-Bains, dans le département de la Haute-Savoie /  France

## Films
- 1943 : L'Éternel Retour de Jean Cocteau
- 1991 : Mayrig d'Henri Verneuil
- 1992 : Cinq cent quatre vingt huit, rue Paradis d'Henri Verneuil
- 1993 : L’Œil écarlate de Dominique Roulet
- 1994 : Le Parfum d'Yvonne de Patrice Leconte
- 2006 : Un ami parfait de Francis Girod
- 2005 : Huis clos à Evian documentaire de Fabrice Ferrari et Gilles Perret
- 2007 : Les petites vacances d'Olivier Peyon
- 2019: Je suis la sourcefilm de Clément Choukroun
- 2021: Faites tournerfilm de Clément Choukroun

## Séries télévisées
- 1995 : L'Instit- Le réveil, avec Gérard Klein. L’instit arrive à Evian et aide une jeune éducatrice spécialisé qui s’occupe d’enfants handicapés.
- 2006 : Le Maître du zodiaque, série franco-suisse. Des scènes situées à Evian, ont été tournées en Suisse, notamment la gendarmerie d’Evian est en fait le centre mondial du cyclisme à Aigle en Suisse.
- 2014 : plusieurs flashbacks de la série Falso brilhante, pour la chaîne nationale brésilienne Globo TV ont été tournés au Palais Lumière, devenu pour l’occasion la banque de Genève et replongeant le monde en 1986, en raison de difficultés d’entente avec la municipalité de Genève